# Список серій Top Gear
Тут наведений список серій всіх сезонів телешоу Top Gear починаючи з 2002 року, коли шоу змінило формат.
Наразі шоу не ведуть Джеремі Кларксон, Річард Гаммонд та Джеймс Мей. 
Студія в Дансфолд-Парк розібрана і закрита на невизначений час. Триває пошук нових ведучих.
29 травня 2016 року розпочався 23 сезон вже без Джеремі Кларксона,Річарда Гаммонда та Джеймса Мея. Новими ведучими стали Метт Леблан, Кріс Еванс, Сабіна Шмітц, Кріс Харіс, Едді Джордан та Рорі Рейд.
5 липня 2016 року з Top Gear звільнився Кріс Еванс.

## Сезони
| Сезон | Сезон | Кількість серій | Дата показу                        |
| ----- | ----- | --------------- | ---------------------------------- |
|       | 1     | 10              | 20 жовтня 2002 — 29 грудня 2002    |
|       | 2     | 10              | 11 травня 2003 — 20 липня 2003     |
|       | 3     | 9               | 26 жовтня 2003 — 28 грудня 2003    |
|       | 4     | 10              | 9 травня 2004 — 1 серпня 2004      |
|       | 5     | 9               | 24 жовтня 2004 — 26 грудня 2004    |
|       | 6     | 11              | 22 травня 2005 — 7 серпня 2005     |
|       | 7     | 7               | 13 листопада 2005 — 12 лютого 2006 |
|       | 8     | 8               | 7 травня 2006 — 30 липня 2006      |
|       | 9     | 6               | 28 січня 2007 — 4 березня 2007     |
|       | 10    | 10              | 7 жовтня 2007 — 23 грудня 2007     |
|       | 11    | 6               | 22 червня 2008 — 27 липня 2008     |
|       | 12    | 8               | 2 листопада 2008 — 28 грудня 2008  |
|       | 13    | 7               | 21 червня 2009 — 2 серпня 2009     |
|       | 14    | 7               | 15 листопада 2009 — 3 січня 2010   |
|       | 15    | 6               | 27 червня 2010 — 1 серпня 2010     |
|       | 16    | 8               | 26 грудня 2010 — 27 лютого 2011    |
|       | 17    | 6               | 26 червня 2011 — 31 липня 2011     |
|       | 18    | 8               | 29 січня 2012 — 11 березня 2012    |
|       | 19    | 7               | 27 січня 2013 — 10 березня 2013    |
|       | 20    | 6               | 30 червня 2013 — 4 серпня 2013     |
|       | 21    | 7               | 2 лютого 2014 — 16 березня 2014    |
|       | 22    | 10              | 27 грудня 2014 — 28 червня 2015    |
|       | 23    | 10              | 29 травня 2016 — 3 липня 2016      |

### Перший сезон
| №  | № загальний | Назва                | Протестовані автомобілі                                                                                   | Змагання                                                        | Гість в студії                        | Перший вихід до ефіру |
| -- | ----------- | -------------------- | --- | --------------------------------------------------------------- | ------------------------------------- | --------------------- |
| 1  | 1           | «Сезон 01, Серія 01» | Citroën Berlingo; Pagani Zonda; Lamborghini Murciélago; Mazda 6                                           | Камери-радари                                                   | Гаррі Енфілд                          | 20 жовтня 2002        |
| 2  | 2           | «Сезон 01, Серія 02» | Ford Focus RS; Noble M12 GTO; Ford RS 1800                                                                | Двохповерховий автобус                                          | Джей Кей                              | 27 жовтня 2002        |
| 3  | 3           | «Сезон 01, Серія 03» | Mini Cooper; Citroën DS; Toyota Yaris Verso                                                               | Пончики Granny                                                  | Ross Kemp                             | 3 листопада 2002      |
| 4  | 4           | «Сезон 01, Серія 04» | Aston Martin V12 Vanquish; Ferrari 575M Maranello; Nissan Skyline GT-R                                    | Mid-Range Olympics                                              | Стів Куган; Річард Бернс; Деймон Хілл | 10 листопада 2002     |
| 5  | 5           | «Сезон 01, Серія 05» | Mercedes S-Class; Audi A8; Maybach 62; Bentley Arnage; Peugeot 206                                        | Створення машини Бонда                                          | Джонатан Рос                          | 17 листопада 2002     |
| 6  | 6           | «Сезон 01, Серія 06» | Renault Vel Satis; BMW Z4; Mercedes-Benz SL55 AMG                                                         | Паркування за допомогою стоянкового гальма                      | Tara Palmer-Tomkinson                 | 24 листопада 2002     |
| 7  | 7           | «Сезон 01, Серія 07» | Saab 9-3; Lotus Elise                                                                                     | Найшвидша віра                                                  | Rick Parfitt                          | 1 грудня 2002         |
| 8  | 8           | «Сезон 01, Серія 08» | Audi RS6; Mercedes-Benz E55 AMG; Maserati Coupé; Ford Fiesta; Citroen C3; Honda Jazz; Nissan Micra; MG ZR | Lada Riva, модифікована інженерами Lotus. Чи стала вона кращою? | Майкл Гембон                          | 8 грудня 2002         |
| 9  | 9           | «Сезон 01, Серія 09» | Ford Focus RS; VW Golf R32; Honda Civic Type-R; Volvo XC90; Subaru Forester                               | Розбираємо Jaguar XJS                                           | Гордон Рамзі                          | 22 грудня 2002        |
| 10 | 10          | «Сезон 01, Серія 10» | Toyota Land Cruiser; Lotus Esprit; Nissan Primera; TVR T350C                                              | Найшвидша віра, частина 2                                       | —                                     | 29 грудня 2002        |

### Другий сезон
| №  | № загальний | Назва                | Протестовані автомобілі                                                     | Змагання                                                      | Гість в студії | Перший вихід до ефіру |
| -- | ----------- | -------------------- | --------------------------------------------------------------------------- | ------------------------------------------------------------- | -------------- | --------------------- |
| 1  | 11          | «Сезон 02, Серія 01» | Smart Roadster Bowler Wildcat Bentley T2                                    | Гаммонд спалює Nissan Sunny за допомогою двигуна "драгстера"  | Вінні Джонс    | 11 травня 2003        |
| 2  | 12          | «Сезон 02, Серія 02» | Rolls-Royce Phantom Rover P5 Audi S4 BMW M3                                 | Найшвидша політична партія                                    | Джеймі Олівер  | 18 травня 2003        |
| 3  | 13          | «Сезон 02, Серія 03» | Volkswagen Touareg Lexus SC430 Hyundai Coupe BMW Z8 Perodua Kelisa          | Країна з найшвидшими суперкарами                              | Девід Соул     | 25 травня 2003        |
| 4  | 14          | «Сезон 02, Серія 04» | Jaguar R Coupe Jaguar XK-RR Aston Martin DB7 GT                             | Як можна далеко поїхати, поки не набридне в Jaguar XJR Mark 3 | Борис Джонсон  | 1 червня 2003         |
| 5  | 15          | «Сезон 02, Серія 05» | Porsche 911 Turbo Ford StreetKa Renault Clio V6 Triumph Spitfire            | Ралійна команда проти жінки                                   | Ен Робінсон    | 8 червня 2003         |
| 6  | 16          | «Сезон 02, Серія 06» | Subaru Impreza WRX Mitsubishi Evo VIII Vauxhall VX220 Turbo Peugeot 206 GTI | Найвидший автопричіп                                          | Річард Вайтлі  | 15 червня 2003        |
| 7  | 17          | «Сезон 02, Серія 07» | Koenigsegg CC8S Hummer H2                                                   | Людина замість краш-манекена Renault Megane                   | Ніл Морісі     | 22 червня 2003        |
| 8  | 18          | «Сезон 02, Серія 08» | Nissan 350Z Alfa Romeo 147 GTA Mercedes CLK500 Audi A4 Daihatsu Copen       | Гонка володарів всесвіту                                      | Джоді Кід      | 6 липня 2003          |
| 9  | 19          | «Сезон 02, Серія 09» | Vandenbrink Carver Volvo S60 R GM HyWire Vauxhall Signum                    | Джереми керує Opel Signum із заднього пасажирського сидіння   | Патрік Стюарт  | 13 липня 2003         |
| 10 | 20          | «Сезон 02, Серія 10» | TVR T350C Overfinch Range Rover Cadillac Sixteen Volkswagen Phaeton         | Змагання надійності Land Rover                                | Алан Дейвіс    | 20 липня 2003         |

### Третій сезон
| № | № загальний | Назва                | Протестовані автомобілі                                                   | Змагання                                                                                     | Гість в студії  | Перший вихід до ефіру |
| - | ----------- | -------------------- | ------------------------------------------------------------------------- | -------------------------------------------------------------------------------------------- | --------------- | --------------------- |
| 1 | 21          | «Сезон 03, Серія 01» | Ford GT BMW 5-Series Porsche 911 GT3                                      | Чи може дизельний Volkswagen Lupo проїхати більшу відстань на 1 галон палива ніж бензиновий? | Мартін Кемп     | 26 жовтня 2003        |
| 2 | 22          | «Сезон 03, Серія 02» | BMW M3 CSL BMW M1 BMW M3 BMW M5 BMW Z4 Porsche Boxster Honda S2000        | Volvo 240 проти 4 домівок на колесах                                                         | Стівен Фрай     | 2 листопада 2003      |
| 3 | 23          | «Сезон 03, Серія 03» | Bentley Continental GT Subaru Legacy Outback Saab 9-5                     | Saab 9-5 проти BAE Sea Harrier. Річард з'ясовує, що потрібно робити, коли авто тоне          | Роб Брайдон     | 9 листопада 2003      |
| 4 | 24          | «Сезон 03, Серія 04» | Lamborghini Miura Lamborghini Countach Mini Cooper S Lamborghini Gallardo | Класичні Lamborghini                                                                         | Річ Холл        | 16 листопада 2003     |
| 5 | 25          | «Сезон 03, Серія 05» | Mazda RX-8 Fiat Panda                                                     | Чи можна знищити Toyota Hilux?                                                               | Саймон Ковелл   | 23 листопада 2003     |
| 6 | 26          | «Сезон 03, Серія 06» | Citroën C2 Aston Martin V8 Vantage Holden Monaro                          | Чи можна знищити Toyota Hilux?, частина 2                                                    | Санжив Бхаскар  | 7 грудня 2003         |
| 7 | 27          | «Сезон 03, Серія 07» | MG XPower SV Porsche Cayenne Turbo Mercedes-Benz SLR McLaren              | Ведучі шукають найкращий англійський автомобіль                                              | Рорі Бремнер    | 14 грудня 2003        |
| 8 | 28          | «Сезон 03, Серія 08» | Nissan Micra Aston Martin Lagonda Audi TT                                 | Які автомобілі кращі - старі чи нові?                                                        | Джоні Вегас     | 21 грудня 2003        |
| 9 | 29          | «Сезон 03, Серія 09» | Chrysler Crossfire Jaguar XJ6 Honda Civic Type R Honda NSX Type R         | Церемонія вручення Top Gear 2003                                                             | Керол Вордерман | 28 грудня 2003        |

### Четвертий сезон
| №  | № загальний | Назва                | Протестовані автомобілі                                                            | Змагання                                                                                   | Гість в студії               | Перший вихід до ефіру |
| -- | ----------- | -------------------- | ---------------------------------------------------------------------------------- | ------------------------------------------------------------------------------------------ | ---------------------------- | --------------------- |
| 1  | 30          | «Сезон 04, Серія 01» | Rover CityRover                                                                    | Потяг проти Aston Martin DB9 "Апач" проти Lotus Exige                                      | Фей Ріплі                    | 9 травня 2004         |
| 2  | 31          | «Сезон 04, Серія 02» | Mercedes-Benz SLR McLaren Alfa Romeo 166 Cadillac Escalade                         | Чи може монашка проїхатися на Monster Truck?                                               | Пол МакКенна                 | 16 травня 2004        |
| 3  | 32          | «Сезон 04, Серія 03» | Porsche 911 GT3 RS Ferrari 360 Challenge Stradale 1968 Dodge Charger 440 R/T       | Автомобілі за £100                                                                         | Кейті Прайс                  | 23 травня 2004        |
| 4  | 33          | «Сезон 04, Серія 04» | Porsche Carrera GT                                                                 | Гра в дартс автомобілями                                                                   | Ронні О’Салліван             | 30 травня 2004        |
| 5  | 34          | «Сезон 04, Серія 05» | Vauxhall Astra VW Golf V Mazda 3 BMW 645Ci Jaguar XK-R Porsche 911 Carrera 2 MG ZT | Річард Гаммонд в VW Golf V під ударами штучної блискавки                                   | Джонні Воган Деніз Ван Оутен | 6 червня 2004         |
| 6  | 35          | «Сезон 04, Серія 06» | Renault Clio 182 Jaguar XJS Nissan Cube Cadillac CTS                               | Чи може машина їздити на коров'ячому гною? Розслідування Гаммонда                          | Террі Воган                  | 13 червня 2004        |
| 7  | 36          | «Сезон 04, Серія 07» | Mercedes CL 65 AMG Spyker C8                                                       | Річард і Джеймс як таксисти                                                                | Лайонел Річі                 | 11 липня 2004         |
| 8  | 37          | «Сезон 04, Серія 08» | Toyota Prius Maserati Quattroporte Ford GT                                         | Дизель проти бензину гонка хот-хетчів                                                      | Мартін Клунс                 | 18 липня 2004         |
| 9  | 38          | «Сезон 04, Серія 09» | Mazda MX-5 Fiat Barchetta Toyota MR2 Jaguar X-Type                                 | Чи можна приземлитися з парашутом на авто, що їде? Гаммонд і Мей шукають найкращий родстер | Ранульф Файнес               | 25 липня 2004         |
| 10 | 39          | «Сезон 04, Серія 10» | Peugeot 407 Volvo V50 BMW X3                                                       | Peugeot 407 як пейс-кар?                                                                   | Патрік Кілті                 | 1 серпня 2004         |

### П'ятий сезон
| № | № загальний | Назва                | Протестовані автомобілі | Змагання                                                                       | Гість в студії                    | Перший вихід до ефіру |
| - | ----------- | -------------------- | --- | ------------------------------------------------------------------------------ | --------------------------------- | --------------------- |
| 1 | 40          | «Сезон 05, Серія 01» | Porsche 911 Carrera S Vauxhall Monaro VXR Chrysler 300C Jaguar S-Type R                                                        | Найкращий маслкар на продаж                                                    | Білл Бейлі                        | 24 жовтня 2004        |
| 2 | 41          | «Сезон 05, Серія 02» | Ford Focus Vauxhall Astra Volkswagen Golf V Jaguar XJ220 Pagani Zonda F Ferrari Enzo Ferrari F40 Porsche Carrera GT McLaren F1 | Скейтбордер проти ралійної машини                                              | Джері Галлівелл                   | 31 жовтня 2004        |
| 3 | 42          | «Сезон 05, Серія 03» | Dodge Viper SRT-10 | Land Rover Discovery в Шотландії                                               | Джоанна Ламлі                     | 7 листопада 2004      |
| 4 | 43          | «Сезон 05, Серія 04» | Pagani Zonda S Roadster Aston Martin Vanquish S                                                                                | 24 години в Smart Forfour                                                      | Джиммі Карр Стів Куган            | 14 листопада 2004     |
| 5 | 44          | «Сезон 05, Серія 05» | Morgan Aero 8 GTN Mercedes-Benz 300SL                                                                                          | Джеремі спробує проїхати на дизельному автомобілі за 10 хвилин по Нюрбургрингу | Крістіан Слейтер                  | 21 листопада 2004     |
| 6 | 45          | «Сезон 05, Серія 06» | Volkswagen Golf V GTI | Який Porsche можна придбати за £1500?                                          | Кліфф Річард Біллі Бакстер        | 5 грудня 2004         |
| 7 | 46          | «Сезон 05, Серія 07» | Toyota Prius Ford Mustang Mitsubishi Lancer Evolution VIII MR FQ400                                                            | Який родстер кращий? Top Gear Awards 2004                                      | Роджер Долтрі                     | 12 грудня 2004        |
| 8 | 47          | «Сезон 05, Серія 08» | Ferrari 612 Scaglietti | Evo проти бобслею Стіг встановлює рекорд - 0.59 на треку в Renault F1          | Едді Іззард                       | 19 грудня 2004        |
| 9 | 48          | «Сезон 05, Серія 09» | Ariel Atom BMW 1-series Mercedes G55 AMG                                                                                       | Ведучі шукають "перлину" серед автомобілів Тихоокеанського регіона             | Трінні Вудолл Сюзанна Константайн | 26 грудня 2004        |

### Шостий сезон
| №  | № загальний | Назва                 | Протестовані автомобілі                                             | Змагання | Гість в студії             | Перший вихід до ефіру |
| -- | ----------- | --------------------- | ------------------------------------------------------------------- | --- | -------------------------- | --------------------- |
| 1  | 49          | «Сезон 06, Серія 01»  | Mercedes CLS55 AMG Honda Element                                    | Range Rover Sport проти танка Челленджер-2                                                                    | Джеймс Несбітт             | 22 травня 2005        |
| 2  | 50          | «Сезон 06, Серія 02»  | Maserati MC12                                                       | 2-дверне купе вартістю менше £1,500, не Porsche                                                               | Джек Ді                    | 29 травня 2005        |
| 3  | 51          | «Сезон 06, Серія 03»  | Aston Martin DB9 Volante Maserati Bora Wiessman MF 3 TVR Tuscan     | Кларксон намагається відкрити громадськості басейн в Rolls-Royce                                              | Крістофер Екклстон         | 12 червня 2005        |
| 4  | 52          | «Сезон 06, Серія 04.» | Cadillac CTS-V Renault Modus Honda Jazz Peugeot 1007 BMW 320d       | Мами ведучих допомагають оцінити автомобілі                                                                   | Омід Джалілі               | 19 червня 2005        |
| 5  | 53          | «Сезон 06, Серія 05»  | Aston Martin DB5 Jaguar E-type Nissan Murano Maserati GranSport     | Джеремі Кларксона розстрілюють в упор                                                                         | Деймон Гілл                | 26 червня 2005        |
| 6  | 54          | «Сезон 06, Серія 06»  | Aston Martin DBR9                                                   | Епічна гонка в Осло: Mercedes-Benz SLR McLaren проти човна                                                    | Девід Дімблбі              | 3 липня 2005          |
| 7  | 55          | «Сезон 06, Серія 07»  | TVR Sagaris                                                         | Fiat Panda проти марафонця Сабіна Шмітц намагається проїхати на фургоні Ford Transit за 10:00 по Нюрбургрингу | Джастін Хоукінс            | 10 липня 2005         |
| 8  | 56          | «Сезон 06, Серія 08»  | Ferrari F430                                                        | Кабріолет версії існуючих купе в Ісландії                                                                     | Тім Райс                   | 17 липня 2005         |
| 9  | 57          | «Сезон 06, Серія 09»  | BMW M5 Vauxhall Astra VX-R Renault Megane Sport                     | Гаммонд і Мей грають в "Дорожню версію Російської рулетки"                                                    | Кріс Еванс                 | 24 липня 2005         |
| 10 | 58          | «Сезон 06, Серія 10»  | BMW 535d Bentley Continental Flying Spur                            | Їзда по озеру в Ісландії                                                                                      | Давіна МакКолл Марк Веббер | 31 липня 2005         |
| 11 | 59          | «Сезон 06, Серія 11»  | Ford Lightning Vauxhall Monaro VX-R Lamborghini Murciélago Roadster | Джеймс відтворює тему Top Gear за допомогою ДВЗ                                                               | Тімоті Сполл               | 7 серпня 2005         |

### Сьомий сезон
| № | № загальний | Назва                | Протестовані автомобілі                                     | Змагання                                                                                      | Гість в студії             | Перший вихід до ефіру |
| - | ----------- | -------------------- | ----------------------------------------------------------- | --------------------------------------------------------------------------------------------- | -------------------------- | --------------------- |
| 1 | 60          | «Сезон 07, Серія 01» | Ascari KZ1 Aston Martin V8 Vantage BMW M6 Porsche Carrera S | Порівняння автомобілів на острові Мен                                                         | Тревор Ів                  | 13 листопада 2005     |
| 2 | 61          | «Сезон 07, Серія 02» | Porsche Cayman                                              | Радіокеровані автомобілі Audi RS4 проти альпіністів                                           | Іан Райт                   | 20 листопада 2005     |
| 3 | 62          | «Сезон 07, Серія 03» | Ford Focus ST Ferrari F430 Pagani Zonda S Ford GT           | Подорож на суперкарах до моста Віадук Мійо                                                    | Стівен Лейдімен            | 27 листопада 2005     |
| 4 | 63          | «Сезон 07, Серія 04» | Pagani Zonda F                                              | Італійські середньомоторні суперкари менше ніж за £10,000                                     | Еллен Макартур             | 4 грудня 2005         |
| 5 | 64          | «Сезон 07, Серія 05» | Marcos TSO                                                  | Bugatti Veyron проти приватного літака, за штурвалом "Капітан Черепаха"                       | Найджел Менселл            | 11 грудня 2005        |
| 6 | 65          | «Сезон 07, Серія 06» | Volkswagen Golf R32 BMW 130i Mazda MX-5                     | Чи можливо пройти круг на справжньому гоночному треку за той самий час, що і в Gran Turismo 4 | Девід Волліамс Джиммі Карр | 27 грудня 2005        |
| 7 | 66          | «Сезон 07, Серія 07» | -                                                           | Top Gear на Зимових Олімпійських іграх. Спеціальний випуск                                    | -                          | 12 лютого 2006        |

### Восьмий сезон
| № | № загальний | Назва                | Протестовані автомобілі                                                             | Змагання                                                     | Гість в студії                                                                                    | Перший вихід до ефіру |
| - | ----------- | -------------------- | ----------------------------------------------------------------------------------- | ------------------------------------------------------------ | ------------------------------------------------------------------------------------------------- | --------------------- |
| 1 | 67          | «Сезон 08, Серія 01» | Honda Civic Koenigsegg CCX Nissan Micra C+C                                         | Кабріолет із мінівена                                        | Джеймс Гьюітт, Алан Дейвіс, Тревор Ів, Джиммі Карр, Джастін Хоукінс, Рік Вейкман, і Лес Фердінанд | 7 травня 2006         |
| 2 | 68          | «Сезон 08, Серія 02» | Chevrolet Corvette Z06 Jaguar XK                                                    | Каяк проти позашляховика в Ісландії Ведучі Top Gear на радіо | Гордон Рамзі                                                                                      | 14 травня 2006        |
| 3 | 69          | «Сезон 08, Серія 03» | Lotus Exige S                                                                       | Ведучі створюють автомобілі-амфібії                          | Філіп Гленістер                                                                                   | 21 травня 2006        |
| 4 | 70          | «Сезон 08, Серія 04» | BMW Z4 M Mercedes-Benz S500                                                         | Котедж із мерседеса. Гаммонд проти людини-білки              | Юен Макгрегор                                                                                     | 28 травня 2006        |
| 5 | 71          | «Сезон 08, Серія 05» | Prodrive P2 Citroën C6                                                              | Гра в футбол на Toyota Aygo і Volkswagen Fox                 | Майкл Гембон                                                                                      | 4 червня 2006         |
| 6 | 72          | «Сезон 08, Серія 06» | Ford Mondeo ST220 Mazda 6 MPS Vauxhall Vectra Kia Cerato                            | Ведучі проводять вихідні в будинку на колесах                | Брайан Кокс                                                                                       | 16 липня 2006         |
| 7 | 73          | «Сезон 08, Серія 07» | Ford S-Max Mercedes-Benz B200 Turbo Vauxhall Zafira VXR Lamborghini Gallardo Spyder | Ведучі збирають Caterham 7                                   | Стів Куган                                                                                        | 23 липня 2006         |
| 8 | 74          | «Сезон 08, Серія 08» | Ford Transit Renault Master Volkswagen T30 TDI 174 Sportline Noble M15              | Випробування фургонів                                        | Дженсон Баттон Рей Уінстон                                                                        | 30 липня 2006         |

### Дев'ятий сезон
| № | № загальний | Назва                | Протестовані автомобілі             | Змагання                                                                              | Гість в студії      | Перший вихід до ефіру |
| - | ----------- | -------------------- | ----------------------------------- | ------------------------------------------------------------------------------------- | ------------------- | --------------------- |
| 1 | 75          | «Сезон 09, Серія 01» | Jaguar XKR Aston Martin V8 Vantage  | Чому дорожні проводяться так довго?                                                   | Джеймс Олівер       | 28 січня 2007         |
| 2 | 76          | «Сезон 09, Серія 02» | Audi TT Mazda RX-8 Alfa Romeo Brera | Джеймс Мей розганяє Bugatti Veyron до максимальної швидкості                          | Хью Грант           | 4 лютого 2007         |
| 3 | 77          | «Сезон 09, Серія 03» | -                                   | Чи можна купити автомобіль на вихідні дешевше, ніж взяти напрокат? Спеціальний випуск | -                   | 11 лютого 2007        |
| 4 | 78          | «Сезон 09, Серія 04» | Brabus S Bi-turbo Porsche 911 Turbo | Річард і Джеймс роблять космічний шатл із Reliant Robin                               | Саймон Пегг         | 18 лютого 2007        |
| 5 | 79          | «Сезон 09, Серія 05» | Lamborghini Murciélago LP 640       | Локомотив врізається в Renault Espace Ведучі вирощують біопаливо                      | Крістін Скотт Томас | 25 лютого 2007        |
| 6 | 80          | «Сезон 09, Серія 06» | Shelby Mustang GT500                | Зробити лімузин із звичайного авто?! Реально!                                         | Біллі Пайпер        | 4 березня 2007        |

### Десятий сезон
| №  | № загальний | Назва                | Протестовані автомобілі                                                          | Змагання | Гість в студії               | Перший вихід до ефіру |
| -- | ----------- | -------------------- | -------------------------------------------------------------------------------- | --- | ---------------------------- | --------------------- |
| 1  | 81          | «Сезон 10, Серія 01» | Volkswagen Golf GTI W12                                                          | Ведучі вирушають на пошуки найкращої дороги в Європі на Porsche 911 GT3 RS, Aston Martin V8 Vantage N24 и Lamborghini Gallardo Superleggera | Хелен Міррен                 | 7 жовтня 2007         |
| 2  | 82          | «Сезон 10, Серія 02» | Audi R8 Porsche 911 Carrera 2S                                                   | Ведучі створюють автомобілі амфібії, частина 2                                                                                              | Джулс Голланд                | 14 жовтня 2007        |
| 3  | 83          | «Сезон 10, Серія 03» | Rolls-Royce Phantom Drophead Coupe Lexus LS600h Ferrari 599 GTB Fiorano Peel P50 | Bugatti Veyron vs Eurofighter Typhoon. Джеремі їздить на найменшому автомобілі в світі                                                      | Ронні Вуд                    | 28 жовтня 2007        |
| 4  | 84          | «Сезон 10, Серія 04» | Lancia Beta Coupe Mercedes-Benz 230E W123 Opel Kadett                            | Перетнути Ботсвану і не померти. Спеціальний випуск                                                                                         | -                            | 4 листопада 2007      |
| 5  | 85          | «Сезон 10, Серія 05» | Caparo T1 Aston Martin V8 Vantage Roadster                                       | Mercedes-Benz GL 500 проти швидкісного катера, велосипеда та громадського транспорту. Перегони через весь Лондон                            | Саймон Ковелл                | 11 листопада 2007     |
| 6  | 86          | «Сезон 10, Серія 06» | Honda Civic Type R Alfa Romeo 159 Mercedes E63 AMG Estate BMW M5 Touring         | Перегони в будинках на колесах | Лоуренс Даллагліо            | 18 листопада 2007     |
| 7  | 87          | «Сезон 10, Серія 07» | Aston Martin DBS V12                                                             | Британські автомобілі за £1,200 | Дженніфер Сандерс            | 25 листопада 2007     |
| 8  | 88          | «Сезон 10, Серія 08» | Vauxhall VXR8                                                                    | Чи може Гаммонд проїхати 2 кола на боліді Формули-1 Renault R25                                                                             | Джеймс Блант Льюїс Гамільтон | 2 грудня 2007         |
| 9  | 89          | «Сезон 10, Серія 09» | Daihatsu Materia Ascari A10                                                      | Britcar 24-х годинна гонка на витривалість в BMW 330d                                                                                       | Кейт Аллен                   | 9 грудня 2007         |
| 10 | 90          | «Сезон 10, Серія 10» | Jaguar XF BMW M3 Mercedes C63 AMG Audi RS4                                       | Вибір найкращого німецького «гарячого» седана: BMW M3, Mercedes-Benz C63 AMG і Audi RS4 Top Gear Awards 2007                                | Девід Теннант                | 23 грудня 2007        |

### Одинадцятий сезон
| № | № загальний | Назва                | Протестовані автомобілі                                                            | Змагання                                             | Гість в студії                  | Перший вихід до ефіру |
| - | ----------- | -------------------- | ---------------------------------------------------------------------------------- | ---------------------------------------------------- | ------------------------------- | --------------------- |
| 1 | 91          | «Сезон 11, Серія 01» | Ferrari 430 Scuderia                                                               | Авто для поліції за £1000                            | Алан Карр і Джастін Лі Коллінз  | 22 червня 2008        |
| 2 | 92          | «Сезон 11, Серія 02» | Mercedes-Benz CLK63 AMG Black Series Mitsubishi Evolution X Subaru Impreza WRX STi | Audi RS6 проти французьких лижників                  | Руперт Пенрі-Джонс і Пітер Ферт | 29 червня 2008        |
| 3 | 93          | «Сезон 11, Серія 03» | Bentley Brooklands                                                                 | Яку Alfa Romeo можна придбати менш ніж за £1000?     | Джеймс Корден і Роб Брайдон     | 6 липня 2008          |
| 4 | 94          | «Сезон 11, Серія 04» | Alfa Romeo 8C Competizione                                                         | Nissan GT-R проти японського супершвидкісного потяга | Фіона Брюс і Кейт Сільвертон    | 13 липня 2008         |
| 5 | 95          | «Сезон 11, Серія 05» | Nissan GT-R                                                                        | Розкішні класичні авто за ціною нового Ford Mondeo   | Пітер Джонс і Тео Пафітіс       | 20 липня 2008         |
| 6 | 96          | «Сезон 11, Серія 06» | Mitsuoka Orochi, Mitsuoka Galue, Gumpert Apollo                                    | Британія (Top Gear) проти Німеччини (D Motor)        | Джей Кей                        | 27 липня 2008         |

### Дванадцятий сезон
| № | № загальний | Назва                | Протестовані автомобілі                                   | Змагання | Гість в студії  | Перший вихід до ефіру |
| - | ----------- | -------------------- | --------------------------------------------------------- | --- | --------------- | --------------------- |
| 1 | 97          | «Сезон 12, Серія 01» | Porsche 911 GT2 Lamborghini Gallardo LP 560-4             | Змагання вантажівок | Майкл Паркінсон | 2 листопада 2008      |
| 2 | 98          | «Сезон 12, Серія 02» | Fiat Nuova 500 Abarth                                     | Dodge Challenger SRT8, Chevrolet Corvette C6 ZR1, Cadillac CTS-V - мандрівка по Америці                                                      | Вілл Янг        | 9 листопада 2008      |
| 3 | 99          | «Сезон 12, Серія 03» | Toyota I-Real                                             | Ведучі створюють спорткар із Renault Avantime                                                                                                | Марк Уолберг    | 16 листопада 2008     |
| 4 | 100         | «Сезон 12, Серія 04» | Pagani Zonda F Roadster                                   | Гонка на економічність. Чи можна проїхати 1200 км на одному баці пального?                                                                   | Гаррі Енфілд    | 23 листопада 2008     |
| 5 | 101         | «Сезон 12, Серія 05» | BMW M3 • Lexus IS F                                       | Річард Гаммонд святкує сорокаріччя Ferrari Daytona, влаштувавши гонку проти Джеймса Мея на швидкісном катері біля узбережжя Італії і Франції | Кевін МакКлауд  | 30 листопада 2008     |
| 6 | 102         | «Сезон 12, Серія 06» | Veritas RS III • Caterham 7 Superlight R500 • Ford Fiesta | Чи зробили комуністи хоча б одне нормальне авто?                                                                                             | Борис Джонсон   | 7 грудня 2008         |
| 7 | 103         | «Сезон 12, Серія 07» | Tesla Roadster • Honda FCX Clarity                        | Каскадер Top Gear намагається побити рекорд Fifth Gear's по стрибкам на авто з кемпером • TG Awards 2008                                     | Том Джонс       | 14 грудня 2008        |
| 8 | 104         | «Сезон 12, Серія 08» | -                                                         | Top Gear у В'єтнамі. Спеціальний випуск | -               | 28 грудня 2008        |

### Тринадцятий сезон
| № | № загальний | Назва                | Протестовані автомобілі                                                   | Змагання                                                             | Гість в студії  | Перший вихід до ефіру |
| - | ----------- | -------------------- | ------------------------------------------------------------------------- | -------------------------------------------------------------------- | --------------- | --------------------- |
| 1 | 105         | «Сезон 13, Серія 01» | Lotus Evora • Ferrari FXX                                                 | Перегони кінця 40-х років!                                           | Міхаель Шумахер | 21 червня 2009        |
| 2 | 106         | «Сезон 13, Серія 02» | Lamborghini Murciélago LP 670-4 SuperVeloce                               | Пошук ідеального автомобіля для 17-річного підлітка за £2500         | Стівен Фрай     | 28 червня 2009        |
| 3 | 107         | «Сезон 13, Серія 03» | Mercedes SL65 Black Series • Alfa Romeo MiTo • Scoda Roomster • Toyota iQ | Джеймс зустрічається з американським гонщиком-трюкачем Кеном Блоком  | Майкл Макінтайр | 5 липня 2009          |
| 4 | 108         | «Сезон 13, Серія 04» | Ford Focus RS • Renault Mégane R26.R                                      | Porsche Panamera проти Королівської поштової служби                  | Усейн Болт      | 12 липня 2009         |
| 5 | 109         | «Сезон 13, Серія 05» | Jaguar XFR проти BMW M5                                                   | Задньопривідні купе ціною до £1500                                   | Сієнна Міллер   | 19 липня 2009         |
| 6 | 110         | «Сезон 13, Серія 06» | BMW Z4 • Nissan 370Z                                                      | Класичні авто вартістю £3000 для участі у ралі Іспанії               | Брайан Джонсон  | 26 липня 2009         |
| 7 | 111         | «Сезон 13, Серія 07» | Vauxhall VXR8 Bathurst • Aston Martin V12 Vantage. HSV Maloo              | Джеремі і Джеймс роблять рекламу Volkswagen Scirocco не такою нудною | Джей Лено       | 2 серпня 2009         |

### Чотирнадцятий сезон
| № | № загальний | Назва                | Протестовані автомобілі                                               | Змагання | Гість в студії | Перший вихід до ефіру |
| - | ----------- | -------------------- | --------------------------------------------------------------------- | --- | -------------- | --------------------- |
| 1 | 112         | «Сезон 14, Серія 01» | BMW 760Li проти Mercedes-Benz S63 AMG                                 | В пошуках руминського Трансфегераського шосе на Aston Martin DBS Volante, Ferrari California и Lamborghini Gallardo Spyder LP 560-4 | Ерік Бана      | 15 листопада 2009     |
| 2 | 113         | «Сезон 14, Серія 02» | Audi R8 V10 проти Chevrolet Corvette C6 ZR1                           | Ведучі створюють власний електромобіль - Geoff, який був би кращий за G-Wiz                                                         | Майкл Шин      | 22 листопада 2009     |
| 3 | 114         | «Сезон 14, Серія 03» | Hawk Stratos • Lamborghini Gallardo LP 550-2 Valentino Balboni Lancia | Джеймс Мей шукає спосіб позбутися будинків на колесах                                                                               | Кріс Еванс     | 29 листопада 2009     |
| 4 | 115         | «Сезон 14, Серія 04» | BMW X5 M проти Audi Q7 V12 Renault Twingo 133                         | Річард влаштовує гонку на техніці, що обслуговує аеропорти                                                                          | Гай Річі       | 6 грудня 2009         |
| 5 | 116         | «Сезон 14, Серія 05» | Noble M600                                                            | Ведучі влаштовують власну виставку щоб довести, що автомобілі можуть бути кращими за традиційне мистецтво                           | Дженсон Баттон | 20 грудня 2009        |
| 6 | 117         | «Сезон 14, Серія 06» | Range Rover Toyota Land Cruiser Suzuki Jimny                          | Ведучі відправляються в Південну Америку, щоб показати, що досі вміють знімати щирий Top Gear. Спеціальний випуск                   | -              | 27 грудня 2009        |
| 7 | 118         | «Сезон 14, Серія 07» | Lexus LFA BMW X6 Vauxhall VXR Insignia                                | Бюджетні огляди автомобілів Top Gear Awards 2009                                                                                    | Сісік Стів     | 3 січня 2010          |

### П'ятнадцятий сезон
| № | № загальний | Назва                | Протестовані автомобілі                          | Змагання | Гість в студії                                                                                      | Перший вихід до ефіру |
| - | ----------- | -------------------- | ------------------------------------------------ | --- | --------------------------------------------------------------------------------------------------- | --------------------- |
| 1 | 119         | «Сезон 15, Серія 01» | Bentley Continental GT Supersports               | Річард і Джеремі прощаються з Chevrolet Lacetti і представляють нове бюджетне авто Top Gear, влаштувавши чаювання з запрошеними зірками                | Нік Робінсон Ел Мюррей Вінсент Пітер Джонс Пета Тодд Джонні Воен Білл Бейлі Льюїс Спенс Емі Вільямс | 27 червня 2010        |
| 2 | 120         | «Сезон 15, Серія 02» | Porsche 911 Sport Classic Porsche Boxster Spyder | Автомобіль для сім'ї та трека за 5000£. | Аластер Кемпбелл                                                                                    | 4 липня 2010          |
| 3 | 121         | «Сезон 15, Серія 03» | Chevrolet Camaro Mercedes-Benz E63 AMG           | Ведучі тестують Aston Martin Rapide, Porsche Panamera Turbo и Maserati Quattroporte GTS, намагаючись знайти найкращий у світі чотирьохдверний суперкар | Руперт Грінт Рубенс Баррікелло                                                                      | 11 липня 2010         |
| 4 | 122         | «Сезон 15, Серія 04» | Audi R8 V10 Spyder Porsche 911 Turbo Cabriolet   | Ведучі будують власні «круті» будинки на колесах | Енді Гарсіа                                                                                         | 18 липня 2010         |
| 5 | 123         | «Сезон 15, Серія 05» | Volkswagen Touareg Bugatti Veyron Super Sport    | Джеймс намагається побити свій рекорд швидкості в новому Bugatti Veyron Super Sport                                                                    | Том Круз Камерон Діаз                                                                               | 25 липня 2010         |
| 6 | 124         | «Сезон 15, Серія 06» | Ferrari 458 Italia                               | Ведучі намагаються купити старий британський родстер за £5.000                                                                                         | Джефф Голдблюм                                                                                      | 1 серпня 2010         |

### Шістнадцятий сезон
| № | № загальний | Назва                                   | Протестовані автомобілі | Змагання                                                                                             | Гість в студії        | Перший вихід до ефіру |
| - | ----------- | --------------------------------------- | --- | --- | --------------------- | --------------------- |
| 1 | 125         | «По дорогам США (USA Road Trip)»        | Mercedes-Benz SLS AMG, Porsche 911 GT3 RS і Ferrari 458 Italia.                                                            | Джеремі, Річард і Джеймс відправилися в подорож до східного узбережжя Сполучених Штатів              | Денні Бойл            | 21 грудня 2010        |
| 2 | 126         | «Подорож на схід (Middle East Special)» | Fiat Barchetta, Mazda MX-5, BMW Z3                                                                                         | Подорож на Близький схід. Авто за £3500.                                                             | -                     | 26 грудня 2010        |
| 3 | 127         | «Сезон 16, Серія 01»                    | Ariel Atom 500, Skoda Yeti, Porsche 911 Turbo S Cabriolet                                                                  | Річард вивчає історію Porsche 911, Джеймс їздить на новій Ariel Atom V8, а Джеремі тестує Skoda Yeti | Джон Бішоп            | 23 січня 2011         |
| 4 | 128         | «Сезон 16, Серія 02»                    | Ferrari 599 GTO | Британія проти Австралії в змаганнях з крикету                                                       | Борис Бекер           | 30 січня 2011         |
| 5 | 129         | «Сезон 16, Серія 03»                    | Rolls-Royce Ghost, Bentley Mulsanne, Mercedes-Benz S65 AMG, Ford Focus RS500, Subaru Impreza CS400 Cosworth, Volvo C30 PCP | Ведучі шукають найкращий автомобіль для албанської мафії                                             | Джонатан Росс         | 6 лютого 2011         |
| 6 | 130         | «Сезон 16, Серія 04»                    | Pagani Zonda R | Хлопці купують кабріолети за £2000.                                                                  | Саймон Пегг Нік Фрост | 13 лютого 2011        |
| 7 | 131         | «Сезон 16, Серія 05»                    | Audi RS5, BMW M3 | Ведучі їдуть в Норвегію, щоб довести, що Британія може впоратися зі снігом                           | Ембер Херд            | 20 лютого 2011        |
| 8 | 132         | «Сезон 16, Серія 06»                    | Jaguar XJ, Ferrari F40, Porsche 959                                                                                        | Джеремі кидає виклик Богу                                                                            | Джон Прескотт         | 27 лютого 2011        |

### Сімнадцятий сезон
| № | № загальний | Назва                | Протестовані автомобілі                                                              | Змагання | Гість в студії    | Перший вихід до ефіру |
| - | ----------- | -------------------- | ------------------------------------------------------------------------------------ | --- | ----------------- | --------------------- |
| 1 | 133         | «Сезон 17, Серія 01» | BMW 1-series M, Mini Rally Car, Jaguar E-type                                        | Джеремі святкує 50-й день народження Jaguar E-Type, Джеймс зустрічається з Олімпійською чемпіонкою по скелетону Емі Вільямс          | Еліс Купер        | 26 червня 2011        |
| 2 | 134         | «Сезон 17, Серія 02» | Citroën DS3 Racing, Fiat 500C Abarth, Renaultsport Clio 200 Cup, Aston Martin Virage | Хлопці подорожують по Італію для тестування хот-хетчів                                                                               | Росс Нобл         | 3 липня 2011          |
| 3 | 135         | «Сезон 17, Серія 03» | Range Rover Evoque, McLaren MP4-12C, Ferrari 458                                     | Джеремі і Річард шукають серед старих машин альтернативу найдешевшому авто в Британії – Nissan Pixo.                                 | Себастьян Феттель | 10 липня 2011         |
| 4 | 136         | «Сезон 17, Серія 04» | Jaguar XKR-S, Nissan GT-R                                                            | Команда Top Gear створює власний потяг                                                                                               | Роуен Аткінсон    | 17 липня 2011         |
| 5 | 137         | «Сезон 17, Серія 05» | Jensen Interceptor, Lotus T125                                                       | Джеремі тестує оновлений Jensen Interceptor і Lotus T125. Ведучі використовують стару військову техніку для зносу будинків в Албанії | Боб Гельдоф       | 24 липня 2011         |
| 6 | 138         | «Сезон 17, Серія 06» | Nissan Leaf, Peugeot iOn, Lamborghini Aventador                                      | Джеремі і Джеймс тестують електрокари від Nissan і Peugeot                                                                           | Луіс Волш         | 31 липня 2011         |

### Вісімнадцятий сезон
| № | № загальний | Назва                | Протестовані автомобілі                                                | Змагання | Гість в студії        | Перший вихід до ефіру |
| - | ----------- | -------------------- | ---------------------------------------------------------------------- | --- | --------------------- | --------------------- |
| 1 | 139         | «Подорож по Індії»   | Jaguar XJS, Mini Cooper, Rolls-Royce Silver Shadow.                    | Ведучі відправляються в Індію для того, щоб "врятувати Британію"                                                                                      | —                     | 28 грудня 2011        |
| 2 | 140         | «Сезон 18, Серія 01» | Lamborghini Aventador LP700-4 • McLaren MP4-12C • Noble M600           | Джеремі, Річард і Джеймс влаштовують забіг суперкарів по Італії на Lamborghini Aventador, McLaren MP4-12C і Noble M600.                               | will.i.am             | 29 січня 2012         |
| 3 | 141         | «Сезон 18, Серія 02» | Mercedes-Benz SLS AMG Roadster                                         | Джеремі і Джеймс їдуть в Пекін, щоб дізнатися більше про автопром КНР, Річард відправляється в Техас, щоб розповісти про гонки NASCAR.                | Метт Леблан           | 5 лютого 2012         |
| 4 | 142         | «Сезон 18, Серія 03» | Vauxhall Corsa Nurburgring • Fiat Panda                                | Джеремі і Річард знімають автомобільну погоню | Райан Рейнольдс       | 12 лютого 2012        |
| 5 | 143         | «Сезон 18, Серія 04» | Ferrari FF • Bentley Continental GT • Fisker Karma                     | Ведучі проектують власні моторизовані інвалідні крісла для життя поза містом                                                                          | Майкл Фассбендер      | 19 лютого 2012        |
| 6 | 144         | «Сезон 18, Серія 05» | Maserati Gran Turismo MC Stradale • Mercedes-Benz C63 AMG Black Series | Джеремі і Джеймс поминають марку SAAB | Метт Сміт             | 26 лютого 2012        |
| 7 | 145         | «Сезон 18, Серія 06» | Spitfire Bentley • V12 BMW Brutus                                      | Джеремі, Річард і Джеймс з'ясовують на треку, який автомобіль кращий для трекових днів - KTM X-Bow, Morgan Three Wheeler і Caterham R500 Super Light. | Алекс Джеймс          | 4 березня 2012        |
| 8 | 146         | «Сезон 18, Серія 07» | BMW M5                                                                 | Ведучі вирішили з'ясувати, що дешевше: гра в гольф чи автоспорт?                                                                                      | Слеш • Кімі Райкконен | 11 березня 2012       |

### Дев'ятнадцятий сезон
| № | № загальний | Назва                          | Протестовані автомобілі                                                                              | Змагання | Гість в студії  | Перший вихід до ефіру |
| - | ----------- | ------------------------------ | --- | --- | --------------- | --------------------- |
| 1 | 147         | «Сезон 19, Серія 01»           | Pagani Huayra, Bentley Continental GT                                                                | Джеймс використовує Bentley не за призначенням, а Джеремі робить огляд мікрокара власного виробництва P45                                                        | Даміан Льюїс    | 27 січня 2013         |
| 2 | 148         | «Сезон 19, Серія 02»           | Lexus LFA, SRT Viper GTS, Aston Martin Vanquish                                                      | Ведучі відправилися в подорож із Лас-Вегаса до Мексиканського кордону                                                                                            | Мік Флітвуд     | 3 лютого 2013         |
| 3 | 149         | «Сезон 19, Серія 03»           | Toyota GT86, Shelby Mustang GT500                                                                    | Гаммонд і Мей на громадському транспорті беруть участь в епічній гонці проти Джеремі на Shelby Mustang GT500 від стадіону Вемблі в Лондоні до Сан-Сіро в Мілані. | Емі Макдональд  | 10 лютого 2013        |
| 4 | 150         | «Сезон 19, Серія 04»           | Kia Cee'd • Mastretta MXT • Ford Focus ST • Renault Megane RenaultSport Cup 265 • Vauxhall Astra VXR | Джеремі бере нову Kia cee’d для тесту, який включає гру в регбі за участі Джеймса, Річард тестує Mastretta MXT в Мексиці                                         | Льюїс Гамільтон | 17 лютого 2013        |
| 5 | 151         | «Сезон 19, Серія 05»           | Range Rover                                                                                          | Джеремі і Річард створюють автомобіль спеціально для літніх людей і разом з трьома пенсіонерами тестують його в Дорсеті                                          | Джеймс Макевой  | 24 лютого 2013        |
| 6 | 152         | «Подорож по Африці, частина 1» | BMW 5-Series Touring • Volvo 850R Wagon • Subaru Impreza WRX Wagon                                   | Джеремі, Джеймс і Річард вирушають в Центральну Африку в пошуках витоку Ніла. Спеціальний випуск                                                                 | —               | 3 березня 2013        |
| 7 | 153         | «Подорож по Африці, частина 2» | BMW 5-Series Touring • Volvo 850R Wagon • Subaru Impreza WRX Wagon                                   | Джеремі, Джеймс і Річард вирушають в Центральну Африку в пошуках витоку Ніла. Спеціальний випуск                                                                 | —               | 10 березня 2013       |

### Двадцятий сезон
| № | № загальний | Назва                | Протестовані автомобілі                                                                               | Змагання | Гість в студії                                                                                               | Перший вихід до ефіру |
| - | ----------- | -------------------- | --- | --- | --- | --------------------- |
| 1 | 154         | «Сезон 20, Серія 01» | Renaultsport Clio 200, Peugeot 208 GTI, Ford Fiesta ST                                                | Джеремі і Джеймс зійдуться в гонці, почавши на Східному мисі до самої північної точки на Північному острові в Новій Зеландії. Також ведучі представляють нове бюджетне авто Vauxhall Astra і влаштовують чаювання на трасі Top Gear, запросивши декілька зірок | Брайан Джонсон, Майк Резерфорд, Джиммі Карр, Чарльз Денс, Девіс Уорік, Рейчел Райлі, Джосс Стоун, Девід Хей. | 30 червня 2013        |
| 2 | 155         | «Сезон 20, Серія 02» | Ferrari F12, BAC Mono                                                                                 | Джеремі тестує Ferrari F12 Berlinetta в Шотландії, Річард шукає найкраще таксі у світі, а Джеймс знищує телецентр BBC, запросивши мотоцикліста і пару паркуристів | Рон Говард                                                                                                   | 6 липня 2013          |
| 3 | 156         | «Сезон 20, Серія 03» | McLaren 12C Spider, Ferrari 458 Spider, Audi R8 V10 Spider                                            | Кларксон, Мей і Гаммонд їздять по Іспанії на трьох суперкарах-родстерах. | Бенедикт Камбербетч                                                                                          | 13 липня 2013         |
| 4 | 157         | «Сезон 20, Серія 04» | Mercedes-Benz SLS AMG Black Series, Mercedes-Benz SLS AMG Electric Drive                              | Джеремі, Річард і Джеймс намагаються допомогти людям, які постраждали від повеней у Великій Британії, створивши судно на повітряній подушці на базі Ford Transit | Хью Джекман                                                                                                  | 21 липня 2013         |
| 5 | 158         | «Сезон 20, Серія 05» | Lamborghini Aventador Roadster, Lamborghini Sesto Elemento, Porsche 911 Carrera S, Porsche 911 Singer | Джеремі і Джеймс досліджують все більш популярний тип кузова, який називають "кросовер". Відібравши серед декількох авто Mazda CX-5 і Volkswagen Tiguan, ведучі проведуть декілька тестів і знищать пару будинків на колесах | Стівен Тайлер                                                                                                | 28 липня 2013         |
| 6 | 159         | «Сезон 20, Серія 06» | Range Rover Sport, Jaguar F-Type.                                                                     | Джеремі Кларксон тестує новий Jaguar F-Type на найкращих дорогах Великої Британії, Джеймс Мей презентує новий автобус для Лондона, а Річард Гаммонд тестує новий Range Rover Sport в Чеширі і на трасі Donington Park. Патріотично настроєні ведучі вирішують з'ясувати, як ідуть справи з виробництвом автомобілів в Англії та влаштовують парад автотехніки "Зроблено в Британії" перед Букінгемським палацом. | Марк Веббер                                                                                                  | 4 серпня 2013         |

### Двадцять перший сезон
| № | № загальний | Назва                | Протестовані автомобілі                                                              | Змагання | Гість в студії | Перший вихід до ефіру |
| - | ----------- | -------------------- | ------------------------------------------------------------------------------------ | --- | -------------- | --------------------- |
| 1 | 160         | «Сезон 21, Серія 01» | Volkswagen Golf II GTi, Ford Fiesta XR2i, Vauxhall Nova SRi                          | Джеремі, Річард і Джеймс намагаються довести продюсерам, що хот-хетчі 80-х кращі, ніж сучасні                                                                            | Хью Бонневіль  | 2 лютого 2014         |
| 2 | 161         | «Сезон 21, Серія 02» | McLaren P1, Alfa Romeo 4C                                                            | Джеремі і Річард влаштовують гонку нової Alfa Romeo 4C проти квадроцикла біля озера Комо в Італії, а Джеймс Мей відвідує британську військову базу Бастіон в Афганістані | Том Хіддлстон  | 9 лютого 2014         |
| 3 | 162         | «Сезон 21, Серія 03» | Zenvo ST1, Volkswagen Up!, Ford Fiesta, Dacia Sandero                                | Джеремі, Річард і Джеймс відправляються в захоплюючу подорож по Україні на малолітражках                                                                                 | Джеймс Блант   | 16 лютого 2014        |
| 4 | 163         | «Сезон 21, Серія 04» | Alfa Romeo Disco Volante Touring, Mercedes-Benz G63 6x6, Caterham 620R, Caterham 160 | Джеремі тестує унікальний Alfa Romeo Disco Volante Touring, Річард - унікальний Mercedes-Benz G63 6x6 в пустелі, а Джеймс - пару нових Caterham'ів на трасі Top Gear     | Джек Вайтхолл  | 23 лютого 2014        |
| 5 | 164         | «Сезон 21, Серія 05» | Porsche 918, BMW M135i, VW Golf GTi Mk7                                              | Джеремі і Джеймс намагаються зняти соціальний ролик про велосипеди, а Річард тестує новий гібридний суперкар Porsche 918 Spyder на трасі Яс Маріна в Абу-Дабі.           | Аарон Пол      | 2 березня 2014        |
| 6 | 165         | «Сезон 21, Серія 06» | -                                                                                    | Команда Top Gear відправляється в Бірму на трьох вантажівках, куплених через інтернет, щоб збудувати міст через річку Квай. Спеціальний випуск, частина 1                | -              | 9 березня 2014        |
| 7 | 166         | «Сезон 21, Серія 07» | -                                                                                    | Команда Top Gear відправляється в Бірму на трьох вантажівках, куплених через інтернет, щоб збудувати міст через річку Квай. Спеціальний випуск, частина 2                | -              | 16 березня 2014       |

### Двадцять другий сезон
| №  | № загальний | Назва                                      | Протестовані автомобілі                                                                                 | Змагання | Гість в студії         | Перший вихід до ефіру |
| -- | ----------- | ------------------------------------------ | --- | --- | ---------------------- | --------------------- |
| 1  | 167         | «Спецвипуск в Патагонії частина 1»         | Ford Mustang Mach 1, Lotus Esprit V8 і Porsche 928.                                                     | Джеремі, Річард і Джеймс обирають спорткари з V8 і вирушають в 1600 мильну подорож по Патагонії, де повинні побудувати футбольне поле для змагання з командою Аргентини. | —                      | 27 грудня 2014        |
| 2  | 168         | «Спецвипуск в Патагонії частина 2»         | Ford Mustang Mach 1, Lotus Esprit V8 і Porsche 928.                                                     | Джеремі, Річард і Джеймс обирають спорткари з V8 і вирушають в 1600 мильну подорож по Патагонії, де повинні побудувати футбольне поле для змагання з командою Аргентини. | —                      | 28 грудня 2014        |
| 3  | 169         | «Сезон 22, Серія 01»                       | Lamborghini Huracan LP610-4, Renault Twizy                                                              | Гонка автомобіля, велосипеда, громадського транспорту й судна на повітряній подушці по Санкт-Петербургу, | Ед Ширан               | 25 січня 2015         |
| 4  | 170         | «Сезон 22, Серія 02»                       | Bentley Continental GT V8S, BMW M6, Nissan GT-R                                                         | Хлопці вирушають в Австралію. Джеремі на BMW M6, Річард на Bentley Continental GT, а Джеймс на новому Nissan GT-R | Кіфер Сазерленд        | 1 лютого 2015         |
| 5  | 171         | «Сезон 22, Серія 03»                       | - | Ведучі намагаються зробити швидку, яка буде швидша і дешевша за державний аналог | Даніель Ріккардо       | 8 лютого 2015         |
| 6  | 172         | «Сезон 22, Серія 04»                       | BMW M3, BMW i8, Mercedes-AMG GT, Land Rover Defender                                                    | Джеремі Кларксон тестує оновлений BMW M3 і новий гібрид BMW i8, Річард віддає данину легендарному Land Rover Defender, а Джеймс розповідає про новий 503 сильний Mercedes-AMG GT. | Вілл Сміт, Роббі Марго | 15 лютого 2015        |
| 7  | 173         | «Сезон 22, Серія 05»                       | Porsche Cayman GTS, Chevrolet Corvette C7 Stingray, LaFerrari                                           | Джеремі і Джеймс досліджують незвичайну історію Peugeot, Річард порівнює Porsche Cayman GTS і новий Chevrolet Corvette Stingray, а Джеймс проїхався в Італії на LaFerrari. | Оллі Мьорс             | 22 лютого 2015        |
| 8  | 174         | «Сезон 22, Серія 06»                       | Lexus RC F, Chevrolet Silverado, Ford F150 Hennessey VelociRaptor                                       | Джеремі протестує нове купе RC F від Lexus, а в горах Канади Річарда будуть рятувати його колеги на двох американських пікапах | Джилліан Андерсон      | 1 березня 2015        |
| 9  | 175         | «Сезон 22, Серія 07»                       | Jaguar F-Type R Coupe, Eagle Low Drag GT, Mazda MX-5                                                    | Джеремі покаже дух класичних Jaguar, Річард на новому спорткарі Mazda MX-5, і Джеймс як ралі-крос пілот буде змагатися проти ведучого із Top Gear USA. | Ніколас Голт           | 8 березня 2015        |
| 10 | 176         | «Сезон 22, Серія 08 (Завершальний випуск)» | Fiat 124 Spyder, Peugeot 304 Cabriolet, MG MGB GT, Vauxhall Frontera, Jeep Cherokee і Mitsubishi Shogun | 75-хвилинний спеціальний випуск, з відзнятим матеріалом 22 сезону, де в першій половині Джеремі, Річард і Джеймс постануть в образах любителів традиційних старих авто. В другій половині серії вони стають водіями авто для караванів. З обмеженим бюджетом в £250 вони купляють Vauxhall Frontera, Jeep Cherokee та Mitsubishi Shogun і проходять випробування, які включають гонку з кузеном Стіга і жахливим фінальним забігом | Буде оголошено         | 28 червня 2015        |

### Top Gear: від А до Я (Top Gear: from A to Z)
| № | № загальний | Назва                    | Протестовані автомобілі                                                         | Змагання | Гість в студії | Перший вихід до ефіру |
| - | ----------- | ------------------------ | ------------------------------------------------------------------------------- | --- | -------------- | --------------------- |
| 1 | 177         | «Від А до Я (частина 1)» | Джеремі Кларксон, Річард Гаммонд, Джеймс Мей і Стіг. Голос за кадром Джон Бішоп | Випуск поділено на 2 частини й містить у собі найсмішніші, найцікавіші, найзахопливіші й найзворушливіші моменти за 13 років з Джеремі, Річардом і Джеймсом, а також кадри, які ніколи не були показані на телебаченні. | —              | 26 грудня 2015        |
| 2 | 178         | «Від А до Я (частина 2)» | Джеремі Кларксон, Річард Гаммонд, Джеймс Мей і Стіг. Голос за кадром Джон Бішоп | Випуск поділено на 2 частини й містить у собі найсмішніші, найцікавіші, найзахопливіші й найзворушливіші моменти за 13 років з Джеремі, Річардом і Джеймсом, а також кадри, які ніколи не були показані на телебаченні. | —              | 30 грудня 2015        |

### Двадцять третій сезон
| № | № загальний | Назва                | Протестовані автомобілі                                          | Змагання                                            | Гість в студії                                                        | Перший вихід до ефіру |
| - | ----------- | -------------------- | ---------------------------------------------------------------- | --------------------------------------------------- | --------------------------------------------------------------------- | --------------------- |
| 1 | 179         | «Сезон 23, серія 01» | Ariel Nomad, Chevrolet Corvette Z06, Dodge Viper                 | Велика Британія проти Америки                       | Джессі Айзенберг, Гордон Ремзі                                        | 29 травня 2016        |
| 2 | 180         | «Сезон 23, серія 02» | McLaren 675LT                                                    | Тест SUV                                            | Дженсон Баттон, Даміан Льюїс, Сісік Стів, Тайні Темпа, Шарлін Спітері | 5 червня 2016         |
| 3 | 181         | «Сезон 23, Серія 03» | Audi R8, Ferrari F12 TDF, Ford Focus RS                          | Тур по Лондону в Hoonicorn Кена Блока               | Кен Блок, Ентоні Джошуа, Кевін Гарт                                   | 12 червня 2016        |
| 4 | 182         | «Сезон 23, Серія 04» | Tesla Model X, Aston Martin Vulcan                               | Змагання дешевих автомобілів у Венеції              | Бер Гріллз, Брайан Кокс                                               | 19 червня 2016        |
| 5 | 183         | «Сезон 23, Серія 05» | BMW M2, Zenos E10 S, Rolls Royce Dawn, 1976 Rolls-Royce Corniche | ДоставкаJaguar F-type SVR до Женевського автосалону | Дженніфер Сандерс • Пол Голівуд • Норман Девіс                        | 26 червня 2016        |
| 6 | 184         | «Сезон 23, Серія 06» | Ford Mustang • Honda NSX • Porsche 911 R                         | Класичні автомобілі з сучасними технологіями        | Патрік Демпсі, Грег Девіс                                             | 3 липня 2016          |